# St. Jakobus der Ältere (Himmelstadt)

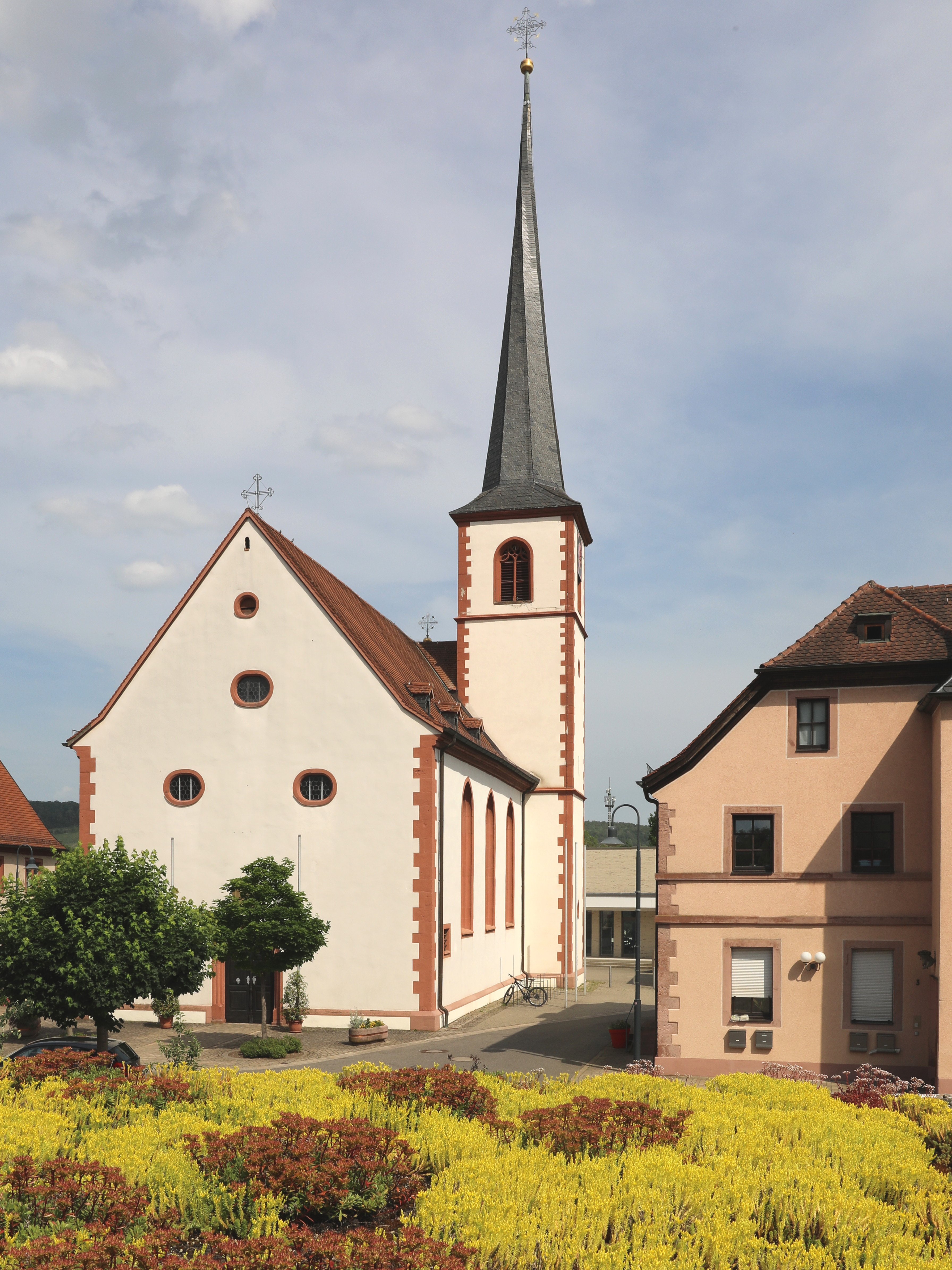
St. Jakobus der Ältere (Himmelstadt)

Die römisch-katholische Pfarrkirche St. Jakobus der Ältere steht in Himmelstadt, einer Gemeinde im unterfränkischen Landkreis Main-Spessart in Bayern. Das denkmalgeschützte Bauwerk entstand Anfang des 17. Jahrhunderts.
Die eigenständige Pfarrei ist Teil der Untergliederung Zellingen des Pastoralen Raums Karlstadt im Dekanat Main-Spessart, Bistum Würzburg.

## Geschichte
Die heutige barocke Saalkirche wurde 1613/14 anstelle des baufällig gewordenen Vorgängerbaus von 1292 unter Pfarrer Matthäus Laurentius Fürst errichtet. Die Bauausführung erfolgte durch Maurer- und Steinhauermeister Georg Weigand aus Königshofen im Grabfeld. Am 13. September 1614 wurde die Kirche von Eucharius Sang im Beisein des Fürstbischofs Julius Echter von Mespelbrunn geweiht. Im Jahr darauf ließ Julius Echter ebenso das zugehörige Pfarrhaus neben St. Jakobus erbauen.
1788 wurde die Kirche umgebaut, wobei an der Nordseite des Langhauses ein Portal integriert wurde, das heute vermauert ist.
1928 war unter Pfarrer Johann Adam Freitag eine Erweiterung der Kirche mit einem Querschiff geplant. Zu dieser Zeit versammelten sich an Sonn- und Feiertagen bis zu 600 Personen in der Kirche bei 920 Gemeindemitgliedern. Allerdings verließ Pfarrer Freitag Himmelstadt bereits im März 1929, und aufgrund der allgemeinen wirtschaftlichen Lage konnte dieses Vorhaben nicht mehr umgesetzt werden.
1965 wurde in direkter Nachbarschaft die Immina-Gedächtniskirche als neue größere Kirche gebaut und die alte stillgelegt. Der 1796 von Georg Schäfer aus Karlstadt gefertigte Hochaltar sowie die ebenfalls von diesem stammenden Nebenaltäre aus dem Jahr 1815 wurden 1974 zum Wiederaufbau der Pfarrkirche St. Peter und Paul in Würzburg verwendet. Der aus dem 18. Jahrhundert stammende Orgelprospekt befindet sich seit 1975 in der Alten Pfarrkirche St. Mauritius in Estenfeld.
Unter der Leitung eines Fördervereins wurde die alte St.-Jakobus-Kirche ab 1990 renoviert und am 13. Mai 2000 durch Bischof Paul-Werner Scheele wieder eingeweiht. Die benachbarte Immina-Gedächtniskirche wurde 2010 zugunsten eines Pfarrzentrumsneubaus an gleicher Stelle profaniert und abgerissen. Seitdem ist St. Jakobus wieder die einzige Pfarrkirche Himmelstadts.

## Architektur
Die Kirche besteht aus einem flachgedeckten Langhaus mit drei Fensterachsen, einem eingezogenen, dreiseitig geschlossenen Chor im Osten und einem 44 m hohen, dreigeschossigen Chorflankenturm an der Südseite des Chors, der mit einem Knickhelm bedeckt ist. An der Chornordseite befindet sich die Sakristei. Im Zentrum des sternförmigen Rippengewölbes im Chor befindet sich ein Schluss-Stein mit Echter-Wappen. Von der ursprünglich zweigeschossigen Empore ist heute lediglich die untere Ebene erhalten, auf der bei den Renovierungsarbeiten tribünenartig ansteigende Sitzbänke installiert wurden.
Die Jahreszahl 1613 ist sowohl an der Turmsüd- als auch an der Chor-Ostwand außen zu finden. Über dem spitzbogigen Westportal prangt eine Bauinschrift mit dem Wappen des Fürstbischofs Julius Echter von Mespelbrunn und der Jahreszahl 1614. Das Nordportal trägt die Jahreszahl 1788.

## Ausstattung
An der Ostseite des Chors befindet sich ein Hochaltar mit klassizistischem Tabernakelaufbau, gekrönt mit einer Figur des Lamm Gottes. Der Tabernakel wird flankiert von zwei Anbetungsengeln. Darüber befindet sich ein Ölgemälde mit Darstellung des letzten Abendmahls von 1758.
Volksaltar und Ambo sind aus Rotstein gefertigt und wurden ebenso wie die hölzernen Sedilien im Jahr 2000 von Domkapitular Dr. Jürgen Lenssen im Stil der Julius-Echter-Gotik entworfen. Der Reliquienschrein des Altars von Goldschmied Peter Sebald aus Würzburg enthält Märtyrergebeine der hl. Concordia, des sel. Liborius Wagner und des hl. Bischofs Burkard.
Das Chorgestühl sowie die Kommunionbank wurden im späten 18. Jahrhundert angefertigt. Letztere wurde inzwischen demontiert, um die visuelle Trennung zwischen Altarraum und den Gottesdienstbesuchern aufzuheben und die Nutzungsmöglichkeiten flexibler zu gestalten. Über dem Chorgestühl befindet sich auf der Nordseite eine Figur des hl. Sebastian, während gegenüber eine Statue des hl. Urban, des Schutzpatrons der Winzer, platziert ist.
Am Chorbogen finden sich Reste der ursprünglichen Renaissancemalerei mit Ornamenten und IHS-Monogramm. Die ursprünglichen Kirchenmalereien von 1614 stammten aus der Hand von Urban Korndörfer aus Karlstadt. Das im Chorbogen hängende Kreuz wurde ebenfalls von Lenssen entworfen. Der Korpus wurde 1790 von Georg Schäfer aus Karlstadt geschaffen.
Beidseitig der Kirche befinden sich Seitenaltäre mit Heiligenfiguren aus dem 18. Jahrhundert, mit in Rot und Gold gefassten Rückwänden und Konsolen. Der Marienaltar zeigt die Muttergottes, während der südliche Altar den Kirchenpatron Jakobus darstellt. Auf dem Jakobusaltar befindet sich ein Tabernakel des Würzburger Goldschmieds Hans Fell aus dem Jahr 1965, der ursprünglich in der Immina-Gedächtniskirche stand. Nach deren Profanierung im Jahr 2010 wurde er in die St.-Jakobus-Kirche übernommen.
Die Langhauswände enthalten je eine verglaste Nische mit weiteren Figuren. In der nördlichen Wand ist eine Figur des hl. Josef aus dem 18. Jahrhundert und auf der gegenüberliegenden Seite eine Muttergottesfigur aus dem 20. Jahrhundert untergebracht.
Die Kanzel an der südlichen Wand wurde von 1766 Georg Schäfer gestaltet. Um den geschweiften Korpus sind Figuren der vier Evangelisten mit ihren Symbolen angebracht. Der Schalldeckel wird gekrönt von einer Figur des Schutzengels mit Kind. Auf der Unterseite ist eine Heiliggeisttaube angebracht. Am Kanzelaufgang ist der Taufstein aus Rotsandstein, dessen Taufbecken aus der Frühzeit der Kirche stammt.
Gegenüber befindet sich neben einem Seiteneingang der Kirche der hölzerne Beichtstuhl. Dieser wurde ebenso wie das Kirchengestühl im Jahr 1788 von Schreinermeister Georg Schulz aus Himmelstadt geschaffen.
Umgeben wird der Kirchenraum von 14 gemalten Kreuzwegstationen, angefertigt im Jahr 1822 von Johann und Barthel Müller aus Bischofsheim in der Rhön. Die Langhausdecke ist durch Stuckleisten aus dem Jahr gegliedert, welche aus dem Jahr 1808 von Gabriel Konrad aus Retzbach stammen.
In der Kirche sind zwei Vortragekreuze vorhanden. Eines stammt aus dem 18. Jahrhundert und wurde von J. P. Wagner aus Würzburg gefertigt. Das zweite Vortragekreuz wurde 1965 vom Goldschmied Hans Fell, ebenfalls aus Würzburg, geschaffen und stammt ursprünglich aus der Immina-Gedächtniskirche. Zusätzlich gibt es eine Prozessionsstange mit einem Relief des Walldürner Blutwunders. Vor den Säulen der Empore befinden sich zwei historische Prozessionslaternen.

## Orgel
Die Kirche verfügte im Lauf der Jahrhunderte über vier Vorgängerinstrumente, wovon zuletzt ein Werk der Firma Siemann (München-Regensburg) aus dem Jahr 1920 bekannt ist. Der Förderverein hatte sich daher auch zum Ziel gesetzt, die St.-Jakobus-Kirche wieder mit einer Pfeifenorgel zu vervollständigen. Da dieses Vorhaben lange Zeit nicht realisiert werden konnte, wurde als Provisorium einige Jahre ein lediglich elektronisches Instrument der Firma Ahlborn eingesetzt. Nachdem jedoch auch dieses immer wartungsanfälliger wurde, entschied sich die Kirchenverwaltung im Jahr 2020, das Projekt wieder aufzugreifen.
Bei der Suche nach einem geeigneten Instrument fand man eine zum Verkauf stehende hochwertige gebrauchte Orgel der Orgelbauwerkstatt Gustav Steinmann aus der profanierten evangelischen Versöhnerkirche Bergneustadt, welche schließlich erworben wurde. Durch die Firma Mainfränkischer Orgelbau des Himmelstadter Orgelbaumeisters Martin Karle wurde die Orgel in Bergneustadt abgebaut, umfangreich umgebaut und an die neue Wirkungsstätte angepasst. Derzeit sind die Aufbauarbeiten des überholten Instruments auf der Empore im Gange. In zahlreichen ehrenamtlichen Stunden unterstützten Helfer aus Kirchenverwaltung und Gemeindeteam bei Ab- und Aufbauarbeiten, Vorarbeiten in der Orgelwerkstatt und den nötigen Umbaumaßnahmen in der Kirche. Die feierliche Segnung der neuen Orgel soll am 14. Juli 2024 stattfinden.

## Glocken
Das Geläut der St.-Jakobus-Kirche in Himmelstadt besteht aus vier Glocken. In den Jahren 1730–1733 wurde das vorhandene Geläut durch neue Glocken ersetzt. Während des Zweiten Weltkriegs wurden die drei großen Glocken im Jahr 1943 auf den Glockenfriedhof in Hamburg überführt und für die Kriegswaffenproduktion eingeschmolzen. Nach sieben Jahren ohne Glocken erhielt die Kirche 1950 ein neues Geläut, gegossen von der Firma Grüninger u. Söhne aus Neu-Ulm. Das Totenglöckchen stammt aus dem 15. Jahrhundert.
| Nr. | Name             | Umschrift                                                         | Gussjahr | Gießer             | Durchmesser (cm) | Gewicht (kg) | Schlagton |
| --- | ---------------- | ----------------------------------------------------------------- | -------- | ------------------ | ---------------- | ------------ | --------- |
| 1   | Jakobusglocke    | ST. JAKOBUS                                                       | 1950     | Grüninger u. Söhne | 102              | 700          | g1        |
| 2   | Marienglocke     | AVE MARIA                                                         | 1950     | Grüninger u. Söhne | 116              | 1000         | f1        |
| 3   | Sebastiansglocke | ST. SEBASTIANUS                                                   | 1950     | Grüninger u. Söhne | 84               | 400          | b1        |
| 4   | Totenglöckchen   | Gloria in excelsis deo et in terra pax hominibus bonae voluntatis | 15. Jh.  |                    | 59               | 130          | f2        |